# Halterofília als Jocs Olímpics d'Estiu de 1920 - pes pesant
La competició del pes pesant, amb un pes dels aixecadors superior a 82,5 kg, va ser una de les cinc proves d'halterofília que es disputà durant els Jocs Olímpics d'Anvers de 1920. Hi van prendre part 6 aixecadors en representació de 5 nacions.

## Medallistes
| Or                    | Plata              | Bronze             |
| Filippo Bottino (ITA) | Joseph Alzin (LUX) | Louis Bernot (FRA) |

## Resultats
| Pos. | Aixecador        | Nació     | Total | Pes alçat | Pes alçat | Pes alçat |
| Pos. | Aixecador        | Nació     | Total | Arrancada | Impuls    | Dos temps |
| ---- | ---------------- | --------- | ----- | --------- | --------- | --------- |
| 1    | Filippo Bottino  | Itàlia    | 265,0 | 70,0      | 75,0      | 120,0     |
| 2    | Joseph Alzin     | Luxemburg | 260,0 | 65,0      | 75,0      | 120,0     |
| 3    | Louis Bernot     | França    | 255,0 | 65,0      | 75,0      | 115,0     |
| 4    | Ejnar Jensen     | Dinamarca | 250,0 | 60,0      | 75,0      | 115,0     |
| 5    | Otto Brunn       | Suècia    | 250,0 | 60,0      | 80,0      | 110,0     |
| 6    | Joseph Duchateau | França    | 247,5 | 65,0      | 72,5      | 110,0     |